# Schiffnerula tovarensis
Schiffnerula tovarensis är en svampart som beskrevs av Syd. 1930. Schiffnerula tovarensis ingår i släktet Schiffnerula och familjen Englerulaceae.   Inga underarter finns listade i Catalogue of Life.